# Nowe Źródło
Nowe Źródło – położone na wysokości około 1350 m źródło w Dolinie Nowej w słowackich Tatrach Bielskich. Jest to dość obfite źródło. Wypływa po wschodniej stronie koryta Nowego Potoku i zasila go swoją wodą. Około 50 m poniżej źródła i około 300 m na północ od niego znajduje się Nowa Polanka, a na niej chatka Tatrzańskiego Parku Narodowego.
Nowe Źródło ma bardzo zmienną wydajność